# Friedrich Samuel Schmidt
Friedrich Samuel Schmidt (* 27. Januar 1737 in Bern; † 11. März 1796 in Frankfurt am Main) war ein deutsch-schweizerischer Gelehrter und Diplomat sowie Herr zu Rossan und Holthausen.

## Herkunft
Sein Großvater von Wichtracht war Feldprediger und erhielt in Bern das Bürgerrecht. Sein Vater Samuel Schmidt († 1768) war Schuldirektor und bereits als Archäologe tätig. Er hatte sich eine bedeutende Münzsammlung aufgebaut.

## Leben
Schmidt wurde 1737 in Bern geboren. Nach dem Studium der Theologie widmete er sich der Archäologie und Ägyptologie. In ihrem Gründungsjahr 1759 wurde er auswärtiges Mitglied der Bayerischen Akademie der Wissenschaften. 1760 wurde er zum korrespondierenden Mitglied der Göttinger Akademie der Wissenschaften gewählt. 1762 wurde er zum Professor honorarius der Alterthümer in Basel ernannt. Von 1764 an war er in Karlsruhe als Direktor der Öffentlichen Bibliothek sowie des markgräflichen Münz- und Naturalienkabinetts tätig. 1769 kam Schmidt als Diplomat des Markgrafen von Baden-Durlach nach Frankfurt am Main, wo er als Markgräflicher badischer geheimer Legationsrath und Resident fungierte. 1783 wurde er zum Hessen-Casselischen geheimen Rath und oberrheinischen Kreisgesandten  und Resident sowie zum Pfalz-Sulzbachischen geheimen Rath und Resident zu Frankfurt am Mayn ernannt. Am 18. September 1790 erhob ihn das Pfalzbayrisches Reichsvikariat in den Reichsfreiherrenstand.
Friedrich Samuel Schmidt war verheiratet mit Sophie Sybille von Syverts.

## Schriften
- Dissertation sur une colonie Egyptienne etablie aux Indes. Berne 1759.8.
- Dissertatio de Zodiaci nostri origine Aegyptiaca. ibid. 1760. 8. Auch in Exerpto Italianae et Helveticae litteraturae P.II (1760)
- Recueil d'antiquites trouvees a Avenches, a Culm et autres Lieux de la Suiffe. ibid. eod. 4. Francf.1771.4
- Theses antiquariae. Basil. 1763.4.
- Memoires sur les Oolithes. Berne 1764.4. Auch in Actis Helvet. Vol.V.p.97-119 (1762)
- Opuscula, quibus res antiquae, praecipue Aegyptiacae, explanantur. Carolsruh. 1765.8
- Dissertatio de sacerdotibus et sacrificiis Aegyptiorum. Tubing. 1768.8.
- Sur le Pretres Egyptiens; in Memoires de l'Acad. des Inscriptt. 1764.
- De plantis solaribus Aegyptiis sacris; in Actis Societ. lat. Badensis T. II. p. 81 sqq. (1770). Auch in Exerpto totius Italiae et Helvetiae litteraturae P.III.
- Observatio de Aegyptiorum circa Capras religione; de Orphei et Amphionis nominibus Aegyptiis; Epistola de sua ad oppidum Culm expeditione; in Estratto della letteratura Europea P.IV.
- Lettera sul varie antichitta novellemente scoperte; in Actis Helveticis T.V.
- Lettre a Mr. d'Annone, Doct. et Profess. a Basle; in Actis Helvet. Vol.IV.p.167 sqq (1760).
- Sur la Colonie Egyptienne de Sais a Athenes; in Archaeologia or Mischellaeneous Tracts T.I (Lond. 1770.gr.4.). – De Hercule Ogmio apud Lucianum; ibid.